# Blassgelber Scheinerdrauch
Der Blassgelbe Scheinerdrauch (Pseudofumaria alba), auch Blassgelber Lerchensporn, Blassgelber Scheinlerchensporn und Hellgelber Lerchensporn oder Gelblichweiße Hohlwurz genannt, ist eine Pflanzenart aus der Gattung Scheinerdrauch (Pseudofumaria) innerhalb der Familie der Mohngewächse (Papaveraceae).

## Beschreibung

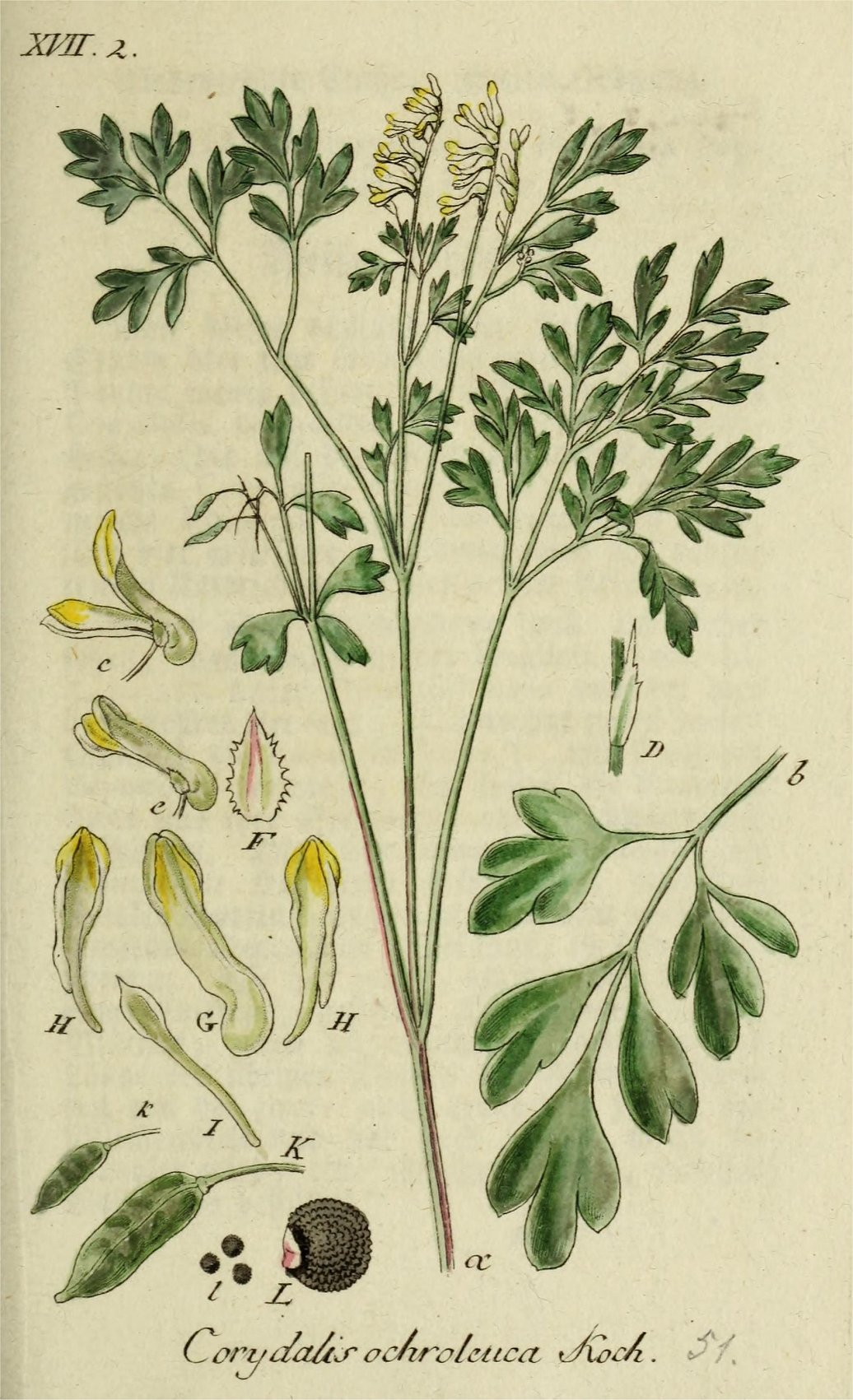
Illustration aus Jacob Sturm: Deutschlands Flora, zwischen 1831 und 1833

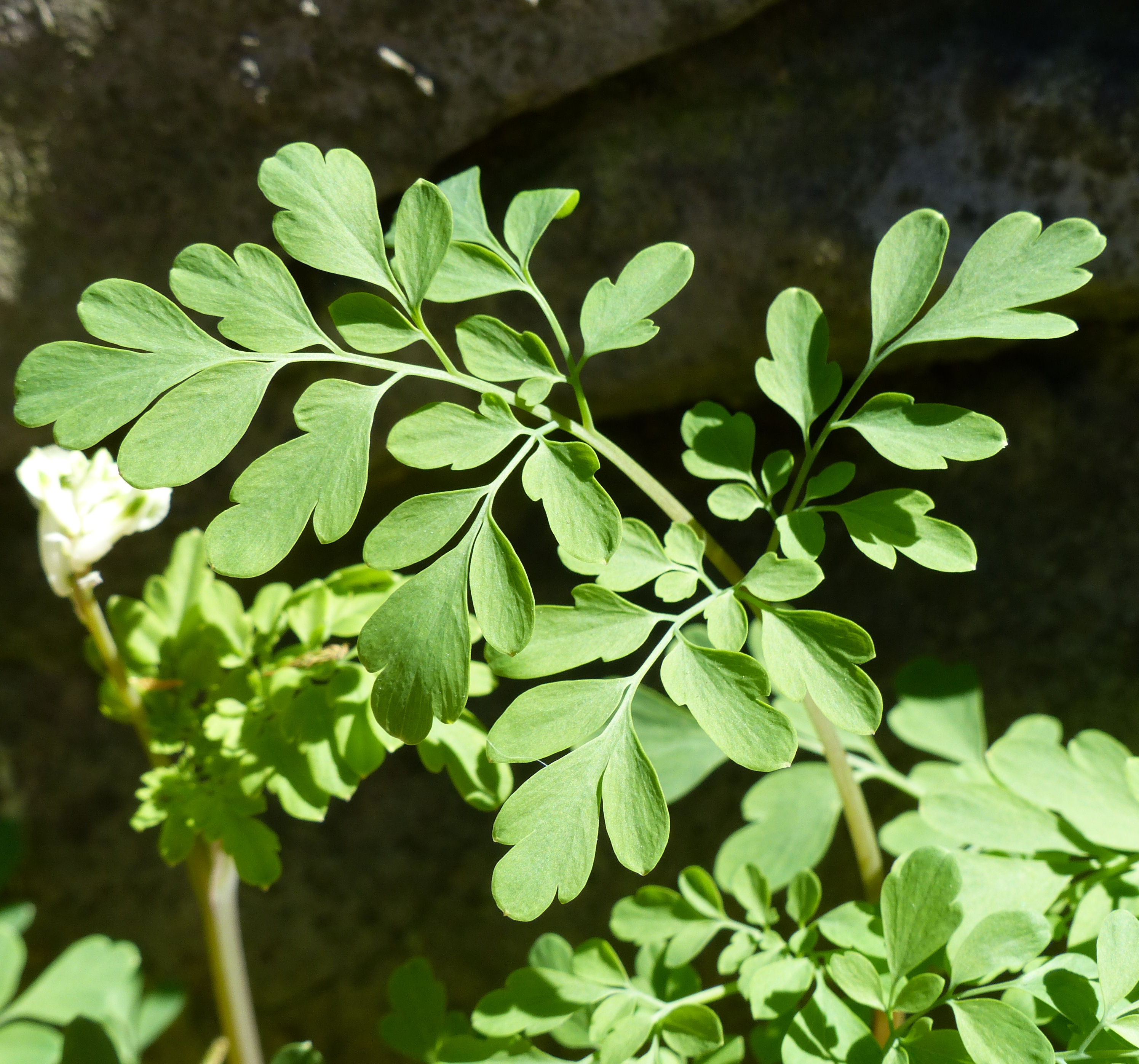
Zwei- bis dreifach gefiederte Laubblätter

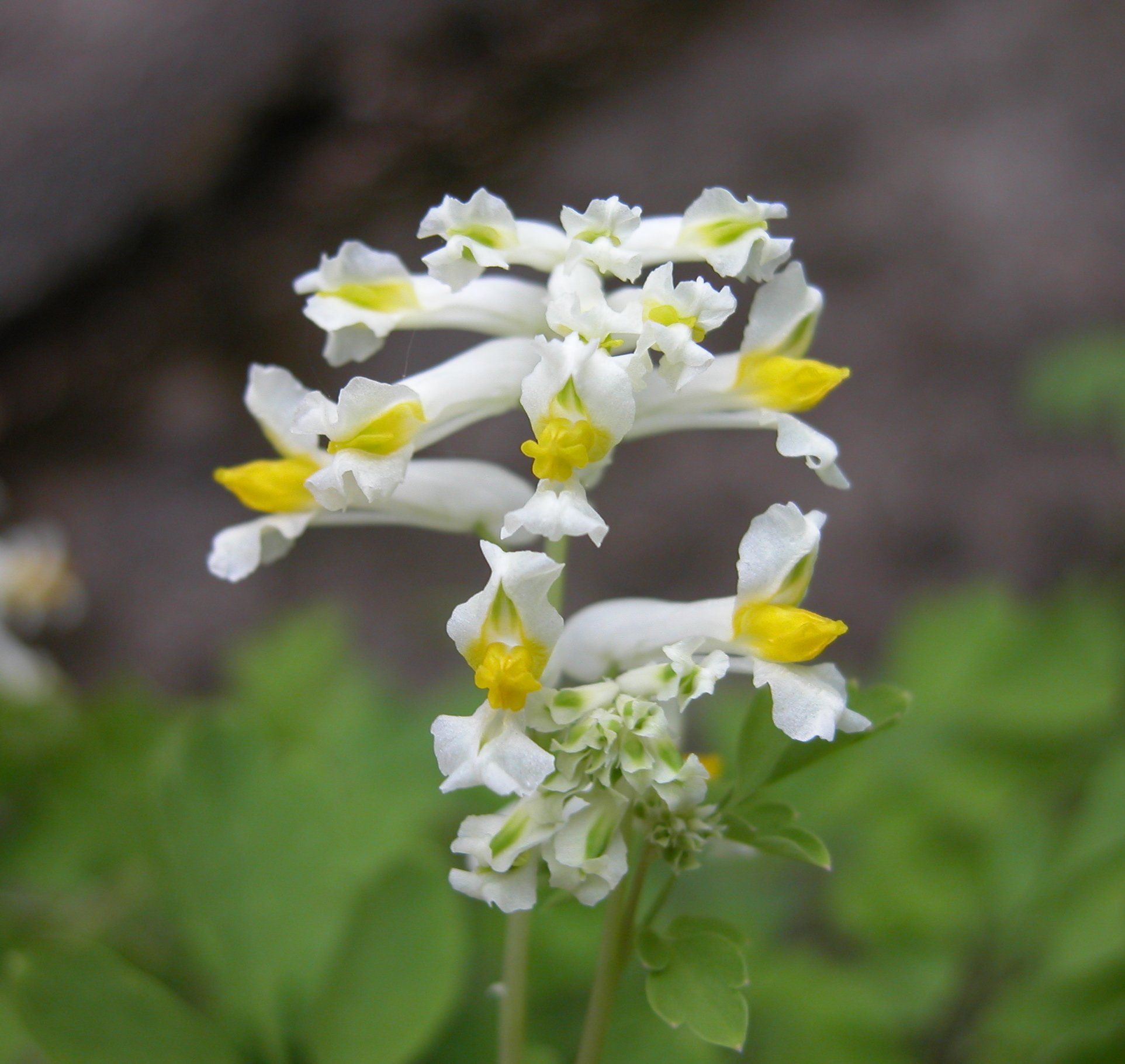
Blütenstand mit gestielten, zygomorphen Blüten

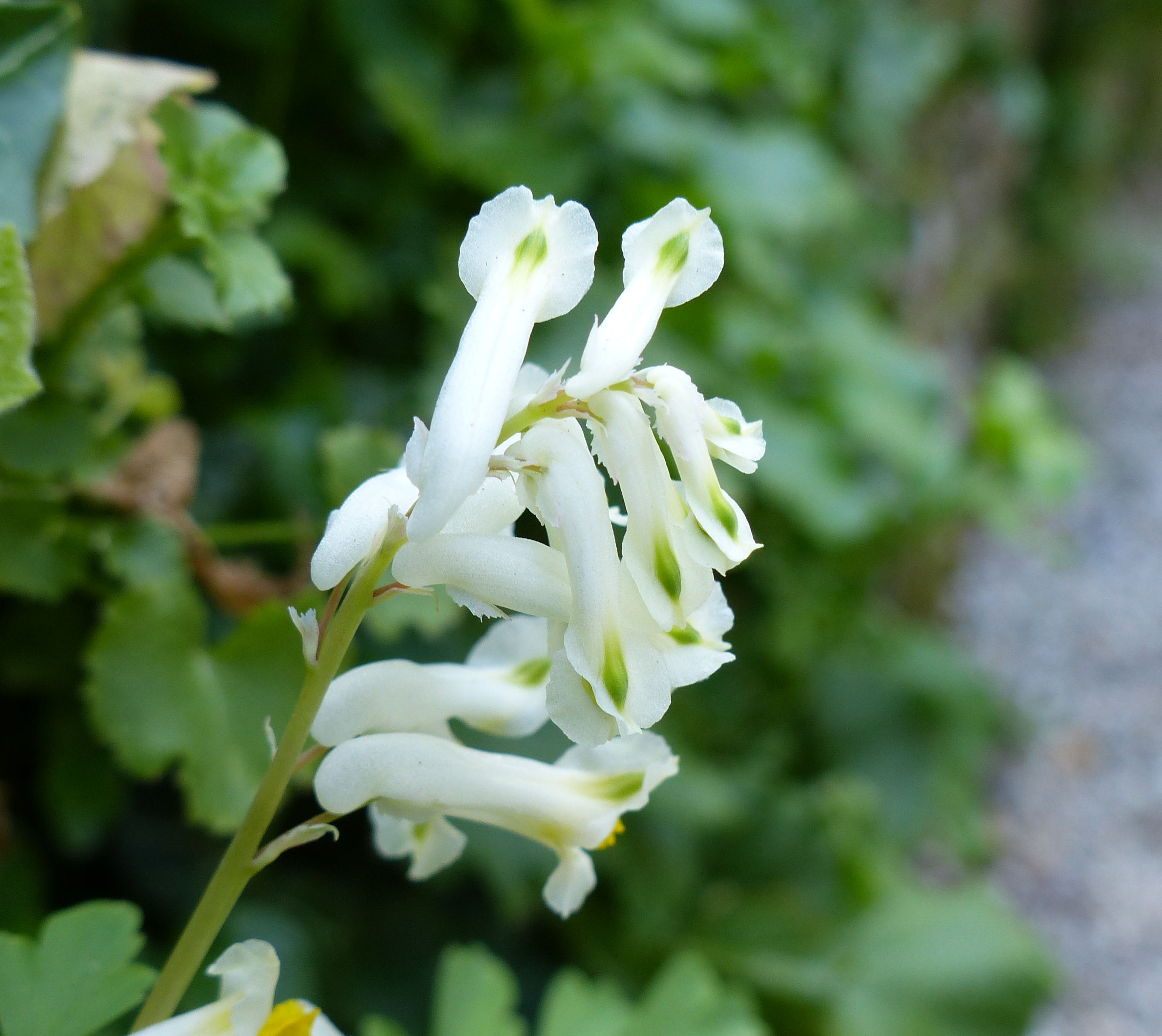
Junger Blütenstand von oben

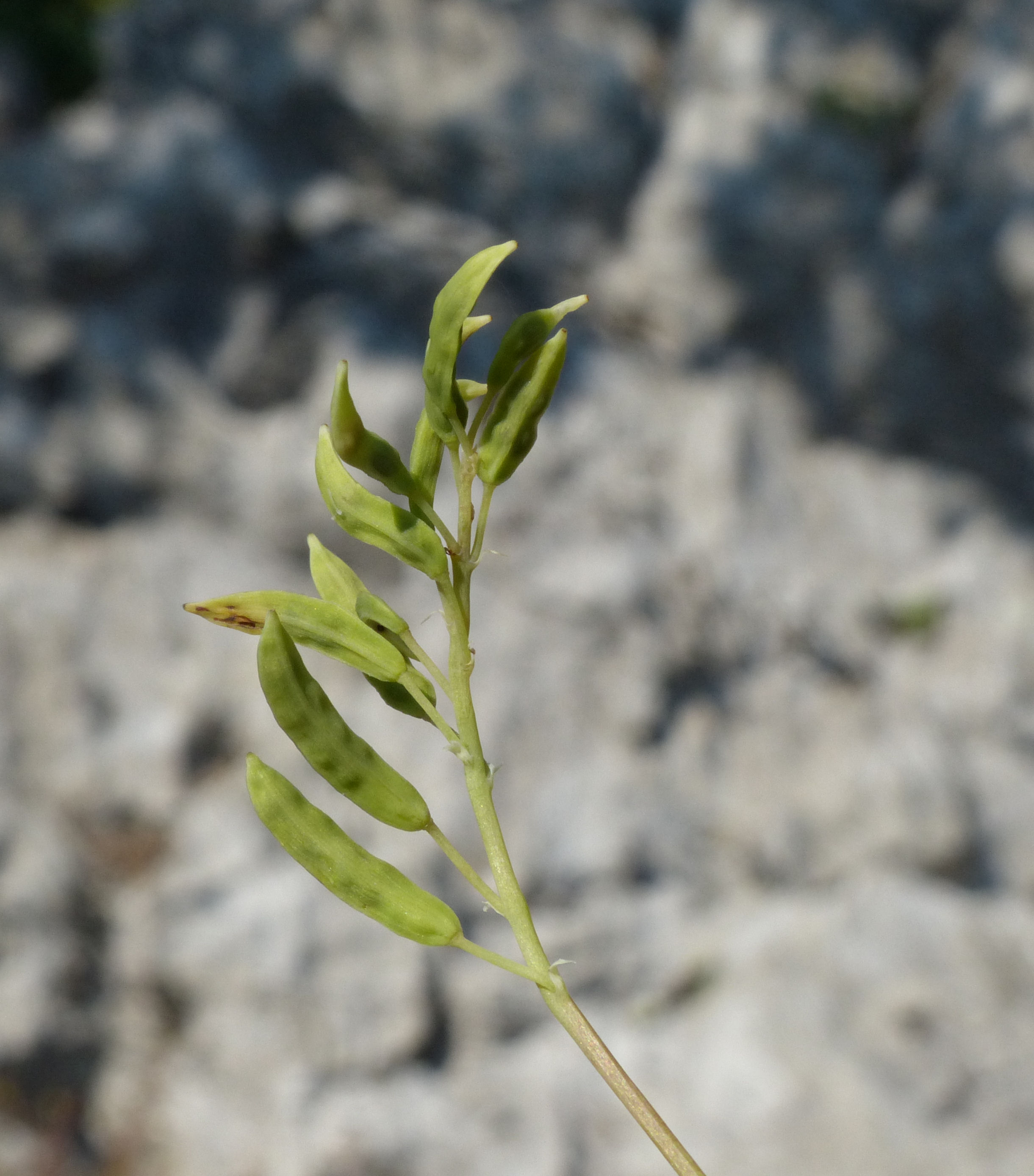
Fruchtstand

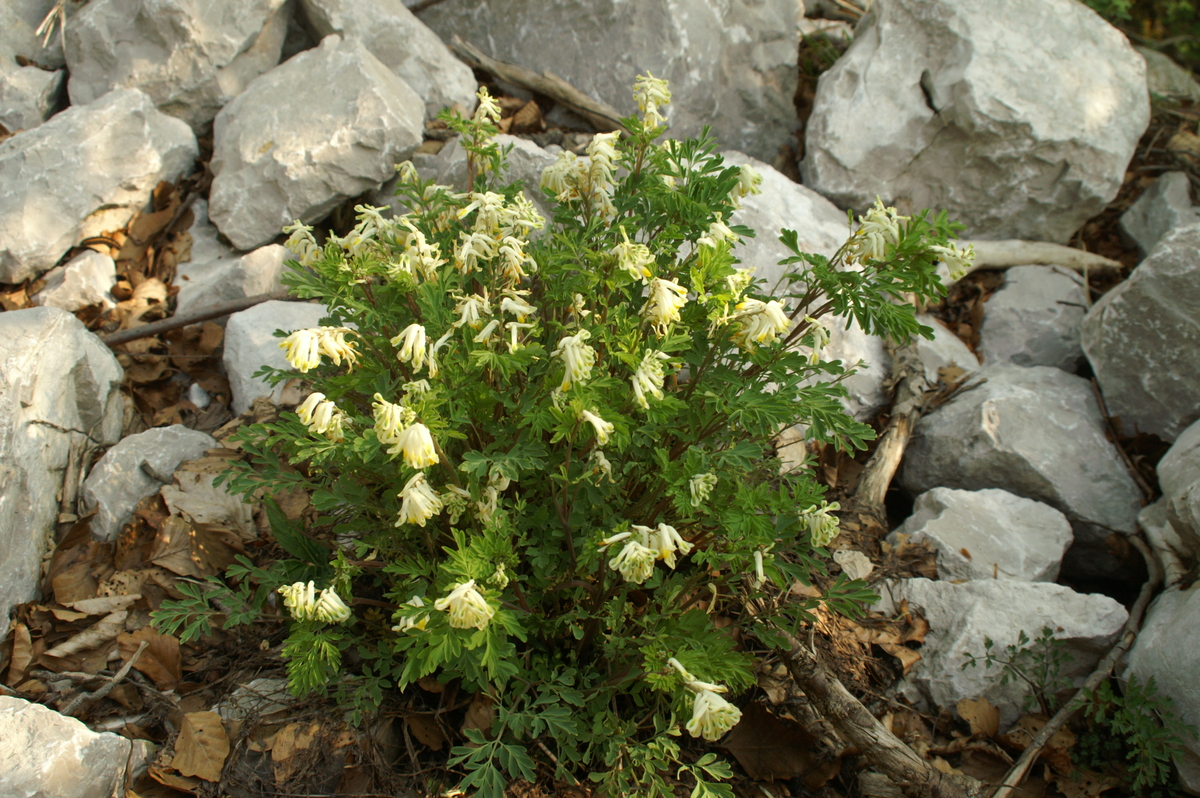
Habitus, Laubblätter und Blütenstände auf einer Geröllflur

### Erscheinungsbild und Blatt
Der Blassgelbe Scheinerdrauch ist eine ausdauernde krautige Pflanze, die von Grund auf stark verzweigt ist und Wuchshöhen von 20 bis 40 Zentimetern erreicht.
Die wechselständig angeordneten Laubblätter sind in Blattstiel und -spreite gegliedert. Der relativ kurze Blattstiel ist schmal und zumindest an den unteren Blättern deutlich geflügelt Die Blattspreite ist doppelt oder dreifach gefiedert. Die, elastischen und beiderseits blaugrün bereiften, ganzrandigen bis gelappten Blättchen sind eiförmig bis verkehrt-eiförmig mit stumpfem und bespitztem oberem Ende.

### Blütenstand und Blüte
Die Blütezeit des Blassgelben Scheinerdrauchs dauert von April bis September, manchmal auch bis in den November hinein. 10 bis 30 Blüten stehen dicht in endständigen, traubigen, mehr oder weniger einseitswendigen Blütenständen zusammen. Es ist ein weißliches, gezähntes und spitzes Tragblatt vorhanden. Die Blütenstiele sind knapp geflügelt.
Die zwittrigen, zygomorphen, kurz gespornten und röhrigen Blüten sind 10 bis 16 Millimeter lang. Die gezähnten zwei weißlich-häutigen Kelchblätter sind 2 bis 3 Millimeter lang. Die vier Kronblätter sind gelblich-weiß bis weißlich, die inneren mit dunklerer gelber Spitze. Die Blütenspitzen junger Blütenstände sind auffällig grünlich. Die sechs Staubblätter sind in zwei Bündeln verwachsen. Der einkammerige Fruchtknoten ist oberständig.

### Frucht und Samen
Die Fruchtstand ist aufrecht. Die rippigen Kapselfrüchte sind linealisch oder länglich elliptisch und enthalten 3 bis 13 Samen. Die Oberfläche der bei einer Länge von 1 bis 6 Millimetern rundlichen Samen ist schwärzlich, warzig-höckrig und etwas matt. Die Samen  besitzen Elaiosome.

### Chromosomensatz
Die Chromosomenzahl beträgt 2n = 32.

## Ökologie
Die Bestäubung erfolgt durch Insekten. Die Samen besitzen Elaiosome und werden von Ameisen ausgebreitet (Myrmekochorie).

## Vorkommen
Der Blassgelbe Scheinerdrauch ist ein submediterranes Florenelement, das montane bis subalpine Steinschutt- und Geröllfluren in der Vegetationsklasse Thlaspietae rotundifoliii besiedelt. Er ist im Apennin Norditaliens, im Dinarischen Gebirge, in Albanien, Nordmazedonien und Griechenland verbreitet. Der Blassgelbe Scheinerdrauch wächst dort in halbschattigen und absonnigen Felsritzen und Mauerspalten, auf Felsen und steinigen Flächen insbesondere auf Kalkgestein. In West- und Mitteleuropa ist sie seit dem 19. Jahrhundert sehr zerstreut und unbeständig verwildert. In Deutschland und in der Schweiz gilt sie als lokal eingebürgert.
Die ökologischen Zeigerwerte sind in Deutschland: Lichtzahl L = 7 (Halblichtpflanze), Temperaturzahl T = 7 (Wärmezeiger), Kontinentalitätszahl K = 3 (ozeanisches bis subozeanisches Mitteleuropa), Feuchtezahl F = 3 (Trockniszeiger), Reaktionszahl R = 9 (Basen- und Kalkzeiger), Nährstoffzahl N = 5 (mäßig nährstoffarme Standorte anzeigend).
Die ökologischen Zeigerwerte nach Landolt et al. 2010 sind in der Schweiz: Feuchtezahl F = 2 (mäßig trocken), Lichtzahl L = 4 (hell), Reaktionszahl R = 5 (basisch), Temperaturzahl T = 4 (kollin), Nährstoffzahl N = 3 (mäßig nährstoffarm bis mäßig nährstoffreich), Kontinentalitätszahl K = 3 (subozeanisch bis subkontinental).

## Taxonomie
Die Erstveröffentlichung erfolgte 1768 unter dem Namen (Basionym) Fumaria alba durch Philip Miller in Gardeners Dictionary, Edition 8. London. Die Neukombination zu Pseudofumaria alba (Mill.) Lidén wurde durch Magnus Lidén 1986 in Opera Botanica a Societate Botanica Lundensi (Lund, Copenhagen), Band 88, S. 32 veröffentlicht. Ein weiteres Synonym für Pseudofumaria alba (Mill.) Lidén ist der fehlbestimmte Artname Corydalis ochroleuca W.D.J.Koch oder Corydalis alba (Mill.) Mansf. bzw. Fumaria alba Mill.
Je nach Autor gibt es etwa drei Unterarten:
- Pseudofumaria alba subsp. alba (Miller) Lidén (Corydalis ochroleuca auct.): Sie kommt in Norditalien und auf der Balkanhalbinsel vor.[12]
- Pseudofumaria alba subsp. acaulis (Wulfen) Lidén (Corydalis ochroleuca auct., Pseudofumaria acaulis (Wulf.) Holub): Sie kommt in Kroatien, Bosnien-Herzegowina, Montenegro und in Albanien vor.[12] Sie ist der Unterart alba sehr ähnlich, besitzt jedoch verkehrt-eiformige, stumpfe, fleischigere, zerbrechlichere und gedrängter stehende Blätter durch kürzere Internodien.
- Pseudofumaria alba subsp. leiosperma (Conrath) Lidén (Corydalis leiosperma Conrath): Sie kommt in Bosnien und Herzegowina, Serbien, Montenegro, Albanien, Nordmakedonien und Griechenland vor. Diese Unterart unterscheidet sich von den vorigen Unterarten durch längere, bis 8 Millimeter lange Tragblätter, kleinere Blüten und oft breitere Früchte mit bis zu 13 glatten, glänzenden Samen.[12]

Die Gattung Scheinerdrauch (Pseudofumaria) ist eng mit den Gattungen Fleischrauch (Sarcocapnos), Rankenlerchensporn (Ceratocapnos) und Erdrauch (Fumaria) verwandt, jedoch weniger mit der Gattung Lerchensporn (Corydalis), von der sie sich unter anderem durch die kammartige Narbe, den nach der Befruchtung abfallenden Griffel (bleibend bei Corydalis), die Struktur der Blütenkrone und die Chromosomenzahl unterscheidet. Dennoch wird der Blassgelbe Scheinerdrauch im Handel meist noch unter dem Artnamen Corydalis ochroleuca oder auch Pseudofumaria ochroleuca angeboten.

## Nutzung
Der Blassgelbe Scheinerdrauch wird gelegentlich als Zierpflanze in Parks und Gärten verwendet. Er bildet lockere, zarte Polster kühler Farbtöne und lässt sich an halbschattigen Standorten vielfältig kombinieren, beispielsweise an Mauern, in Alpinarien oder zur Unterpflanzung von Gehölzen zusammen mit mittelhohen Farnen, Waldgräsern und Vergissmeinnicht. Die Pflanze ist relativ kurzlebig, verbreitet sich aber durch mäßige Selbstaussaat. An den Boden stellt sie nur geringe Ansprüche und toleriert selbst humose und saure Böden. Sie ist sommergrün, in milden Wintern oder geschützten Lagen auch annähernd wintergrün.